# کوس عنبر
کوس عنبر، روستایی از توابع بخش سارال شهرستان دیواندره در استان کردستان ایران است.

## جمعیت کل ۳۵۰ نفر
این روستا در دهستان سارال قرار دارد و براساس سرشماری مرکز آمار ایران در سال ۱۳۸۵، جمعیت آن ۲۶۸ نفر (۴۷خانوار) بوده‌است.